# 하비 마르티네스
하비에르 마르티네스 아귀나가(스페인어: Javier Martínez Aguinaga, 1988년 9월 2일, 나바라 지방 에스테야-리사라 ~ )는 스페인의 축구 선수로, 카타르 스타스 리그의 카타르 SC에서 센터백과 수비형 미드필더로 뛰고 있다.
2005년에 오사수나 B에서 데뷔해 2006년에 아틀레틱 빌바오로 이적하였고, 2009년 빌바오를 코파 델 레이 결승전에 올라가는데 공헌하였다. 2012년에는 FC 바이에른 뮌헨으로 이적하였다.
그는 2010년 FIFA 월드컵과 UEFA 유로 2012에서 스페인 축구 국가대표팀의 일원으로 우승컵을 차지하였다.

## 클럽 경력

### 아틀레틱 빌바오
마르티네스는 나바라 지방, 에스테야-리사라 출신이다. 그는 17세에 CA 오사수나에서 첫 경기를 치루기도 전에 €6M의 가격에 같은 라 리가에 속한 아틀레틱 빌바오로 이적하였다.
이후, 마르티네스는 데뷔 원년에 강력한 인상을 새기며 주전이 되었고, 2006년 12월 16일, 데포르티보 라코류냐전에서는 두차례 득점하여 팀의 2-0 승리를 견인하기도 하였다. 그는 이 시즌에 35번 경기에 출전하여 3골을 득점하였고, 2008-09 시즌에는 2골을 득점하며, 팀의 코파 델 레이 결승전에 올려놓기도 하였다.
2009-10 시즌, 마르티네스는 팀의 엔진과도 같은 역할을 다시 맡았고, 46경기 출전, 9골의 스텟을 올렸고, 현재까지 한 시즌 최다인 6골을 리그에서 득점하였으며, 아틀레틱은 근소한 차이로 UEFA 유로파리그 예선전 진출에 실패하였다. 2011-12 시즌, 마르셀로 비엘사 신임 감독의 지도 하에, 그는 주로 센터백으로 활용되었다.

### FC 바이에른 뮌헨
이런 그의 능력을 보고 여러 클럽들이 그와 계약하기 원했고 특히 FC 바이에른 뮌헨에서 큰 관심을 보였다. 당시 빌바오는 그를 팔 생각이 없었지만 마르티네스는 구단과 협상 전에 메디컬 테스트를 받고, 스페인 축구 협회와 대표팀 감독인 비센테 델 보스케까지 그의 뮌헨 행을 옹호하는 등 잡음이 많았다. 결국 2012년 8월 29일, 뮌헨은 그를 계약하기 위해 €40M의 바이아웃 금액을 지불하였고, 마르티네스는 이 독일 클럽과 5년 계약을 체결하였다. 그는 이 이적으로 푸스발-분데스리가 50년의 역사상 최고 이적료 기록을 갈아치웠다.
마르티네스는 그의 24번째 생일인 9월 2일에 6-1로 홈에서 대승을 거둔 VfB 슈투트가르트전에서 바스티안 슈바인슈타이거와 77분에 교체투입되며 데뷔하였다. 그는 11월 24일, 홈에서 5-0으로 이긴 하노버 96전에서 바이시클킥으로 네트를 가르며 이적 후로는 처음으로 득점에 성공하였다.

### 카타르 SC
2021년 7월 8일, 카타르 SC는 하비 마르티네스 영입을 발표했다.

## 국가대표팀 경력
19세 때, 마르티네스는 스페인 U-21 국가대표팀 일원으로 스웨덴에서 열린 2009년 UEFA U-21 유럽 축구 선수권 대회에 참가하였으나, 팀은 조기탈락을 면치 못하였다.
2010년 5월 20일, 그는 비센테 델 보스케 감독에 의해 남아프리카 공화국에서 열리는 2010년 FIFA 월드컵의 스페인 국가대표 23인 최종 엔트리에 발탁되었다. 5월 29일, 그는 오스트리아의 인스브루크에서 열린 사우디아라비아와의 친선경기에서 81분에 FC 바르셀로나의 사비 에르난데스와 교체투입되며 국가대표팀 경기에 데뷔하였고, 스페인이 3-2로 승리하였다. 같은 곳에서 6월 3일, 1-0으로 승리한 대한민국과의 또다른 친선전에서는 선발로 출전하였고, 80분에 다비드 실바와 교체되기 전까지 활약하였다.
마르티네스는 월드컵 본선에서 한번 출전하였다. 그는 6월 25일에 칠레와의 조별리그 최종전에서 부상당한 사비 알론소를 대신하여 20분 출전하였고, 스페인이 2-1로 이겨 H조 1위로 16강에 진출하였다. 2010년 월드컵 우승 후, 덴마크에서 열린 2011년 UEFA U-21 유럽 축구 선수권 대회에 참가하였고, 주장으로 출전한 그는 스페인 U-21팀의 3번째 우승 주역이 되었다.
마르티네스는 UEFA 유로 2012에도 1경기 출전하였고, 스페인은 이 대회에서도 우승하였다. 그는 아일랜드와의 조별리그 2차전에서 후반전 진행 도중에 알론소와 교체 투입되었고, 스페인은 아일랜드에 4-0 낙승을 거두었다. 델 보스케 감독은 그를 "완벽한 선수"로 묘사하였고, 파트리크 비에이라와 견주었다.

## 수상

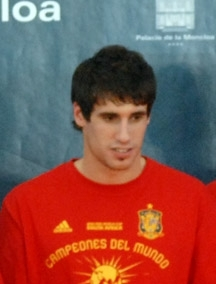
2010년 FIFA 월드컵 우승 뒤풀이의 마르티네스

#### FC 바이에른 뮌헨
- 분데스리가: 2012–13, 2013–14, 2014–15, 2015–16, 2016–17, 2017–18, 2018–19, 2019–20, 2020–21
- DFB-포칼: 2012–13, 2013–14, 2015–16, 2018–19, 2019–20
- DFL-슈퍼컵: 2016, 2017, 2018, 2020
- UEFA 챔피언스리그: 2012-13, 2019-20
- UEFA 슈퍼컵: 2013, 2020

#### 스페인
- FIFA 월드컵: 2010
- UEFA 유럽 축구 선수권 대회: 2012
- UEFA U-21 유럽 축구 선수권: 2011
- UEFA U-19 유럽 축구 선수권: 2007

### 개인
- 라리가 올해의 도약 선수 : 2010
- UEFA U-21 유로 대회 베스트 : 2011

## 클럽 통계
2024년 12월 20일 기준
| 클럽             | 시즌    | 리그 | 리그 | 컵   | 컵   | 유럽 | 유럽 | 기타 | 기타 | 합계 | 합계 |
| 클럽             | 시즌    | 출전 | 득점 | 출전 | 득점 | 출전 | 득점 | 출전 | 득점 | 출전 | 골   |
| ---------------- | ------- | ---- | ---- | ---- | ---- | ---- | ---- | ---- | ---- | ---- | ---- |
| 오사수나 B       | 2005-06 | 32   | 3    |      |      |      |      |      |      | 32   | 3    |
| 아틀레틱 클루브  | 2006–07 | 35   | 3    | 1    | 0    |      |      |      |      | 36   | 3    |
| 아틀레틱 클루브  | 2007–08 | 34   | 0    | 2    | 0    |      |      |      |      | 36   | 0    |
| 아틀레틱 클루브  | 2008–09 | 32   | 5    | 9    | 1    |      |      |      |      | 41   | 6    |
| 아틀레틱 클루브  | 2009–10 | 34   | 6    | 1    | 1    | 11   | 2    |      |      | 46   | 9    |
| 아틀레틱 클루브  | 2010–11 | 35   | 4    | 3    | 0    |      |      |      |      | 38   | 4    |
| 아틀레틱 클루브  | 2011–12 | 31   | 4    | 9    | 0    | 14   | 0    |      |      | 54   | 4    |
| 아틀레틱 클루브  | 소계    | 201  | 22   | 25   | 2    | 25   | 2    |      |      | 251  | 26   |
| FC 바이에른 뮌헨 | 2012–13 | 27   | 3    | 5    | 0    | 11   | 0    |      |      | 43   | 3    |
| FC 바이에른 뮌헨 | 2013-14 | 18   | 0    | 5    | 0    | 8    | 0    | 3    | 1    | 34   | 1    |
| FC 바이에른 뮌헨 | 2014-15 | 1    | 0    | 0    | 0    | 1    | 0    | 1    | 0    | 3    | 0    |
| FC 바이에른 뮌헨 | 2015-16 | 16   | 1    | 3    | 0    | 8    | 0    |      |      | 27   | 1    |
| FC 바이에른 뮌헨 | 2016-17 | 25   | 1    | 4    | 1    | 7    | 0    | 1    | 0    | 37   | 2    |
| FC 바이에른 뮌헨 | 2017-18 | 22   | 1    | 4    | 0    | 10   | 1    | 1    | 0    | 37   | 2    |
| FC 바이에른 뮌헨 | 2018-19 | 21   | 3    | 5    | 0    | 6    | 1    | 1    | 0    | 33   | 4    |
| FC 바이에른 뮌헨 | 2019-20 | 16   | 0    | 1    | 0    | 7    | 0    |      |      | 24   | 0    |
| FC 바이에른 뮌헨 | 2020-21 | 19   | 0    | 1    | 0    | 8    | 0    | 2    | 1    | 30   | 1    |
| FC 바이에른 뮌헨 | 소계    | 165  | 9    | 28   | 1    | 66   | 2    | 9    | 2    | 268  | 14   |
| 카타르 SC        | 2021-22 | 21   | 3    | 2    | 1    |      |      |      |      | 23   | 4    |
| 카타르 SC        | 2022-23 | 17   | 1    | 3    | 1    |      |      |      |      | 20   | 2    |
| 카타르 SC        | 2023-24 | 22   | 6    | 7    | 0    |      |      |      |      | 29   | 6    |
| 카타르 SC        | 2024-25 | 9    | 1    | 1    | 0    |      |      |      |      | 10   | 1    |
| 카타르 SC        | 소계    | 69   | 11   | 13   | 2    |      |      |      |      | 82   | 13   |

## 사생활
하비의 형, 알바로 또한 축구선수로, 수비수이다. 좀 더 하위 리그에서 활동하는 그는, 짧은 기간 동안 세군다 디비시온에 속한 SD 엘바르에서 활동하였다.